# Маркт Валд
Маркт Валд (њем. Markt Wald) град је у њемачкој савезној држави Баварска. Једно је од 52 општинска средишта округа Унтералгој. Према процјени из 2010. у граду је живјело 2.251 становника. Посједује регионалну шифру (AGS) 9778169.

## Географски и демографски подаци
Маркт Валд се налази у савезној држави Баварска у округу Унтералгој. Град се налази на надморској висини од 544–644 метра. Површина општине износи 30,8 km². У самом граду је, према процјени из 2010. године, живјело 2.251 становника. Просјечна густина становништва износи 73 становника/km².